# Dmitri Sarabianov
Pour les articles homonymes, voir Sarabianov.
Dmitri Sarabianov (en langue russe: Дмитрий Владимирович Сарабьянов) (10 octobre 1923, Moscou — 19 juillet 2013) — URSS, Russie, est un historien d'art, spécialiste de l'histoire russe et soviétique et des arts visuels. Membre correspondant de l'Académie des sciences de l'URSS depuis le 24 décembre 1987 pour la section littérature et langue (histoire de l'art et théorie de la culture), académicien de l'Académie des sciences de Russie en 1992. Membre correspondant de l'Académie russe des Beaux-Arts (1997). Il est le fils du philosophe marxiste Vladimir Sarabianov. Son fils Vladimir Sarabianov décédé en 2015 fut également historien d'art.

## Biographie
À partir de 1941, il étudie à la faculté d'histoire de l'art de la faculté de philologie de L'Institut de philosophie et lettres et d'histoire Tchernychevski de Moscou. Il participe à la Grande Guerre patriotique. Depuis juin 1943, jusqu'à septembre 1944, il est traducteur au 343-e Régiment d'infanterie. À partir de novembre 1944, jusqu'en octobre 1945 il participe à la guerre au front en Ukraine et en Biélorussie. Il est blessé deux fois. De 1945 à 1948, il étudie à la faculté d'histoire dans la section histoire de l'art de l'université d'État de Moscou (MGU). De 1952 à 1953, il est professeur de cette même section. Entre 1954 et 1960, il est directeur suppléant de l'Institut d'histoire de l'art. 
En 1971, il est promu docteur en histoire de l'art.
Depuis 1959, il enseigne l'histoire de l'art russe des temps modernes au MGU. De 1960 à 1996, il est Maître de conférences, professeur, à la faculté d'histoire d'histoire nationale des arts de la Russie. Il est lecteur des cours d'« Histoire de l'art russe», « Histoire de l'art russe du XIXe et début du XXe siècle », « La peinture russe parmi les écoles européennes », « Le style moderne », « L'avant-garde russe » « L'œuvre de Pavel Fedotov », etc.
Entre les années 1960 et 1990 il donne des conférences aux États-Unis, en Allemagne, en Autriche, en France, en Tchécoslovaquie, en Angleterre, en Italie et dans d'autres pays.
Il est inhumé en 2013 au cimetière Vagankovo.

## Enseignement
Ses recherches fondamentales ont été orientées vers l'art russe des XIXe siècle et début du XXe siècle. Il s'est intéressé aux différents aspects de l'art hors de Russie en recherchant les liens existant en peinture et en littérature entre la culture russe et celle d'Europe occidentale. C'est un des plus grands spécialistes en ce qui concerne l'étude des problèmes internes à la tradition russe et son originalité en matière d'art moderne et d'avant-garde russe. 
Il a étudié les œuvres de Ilia Répine, Mikhaïl Vroubel, Valentin Serov, Vassily Kandinsky, Kasimir Malevitch, Kouzma Petrov-Vodkine, Pavel Kouznetsov, Vladimir Tatline, Robert Falk, Lioubov Popova,
Il est l'auteur ou le co-auteur de plus de 400 publications scientifiques.

### Livres

#### Auteur
- (ru) « Sergueï Malioutine» (1952),
- (ru) «Pavel Fedotov/П. А. Федотов и русская художественная культура 1840-х гг.» (1973),
- (de) «Dmitri Sarabjanow. Robert Falk.» Mit einer Dokumentation, Briefen, Gesprächen, Lektionen des Künstler und einer biographischen Übersicht, hrsg. Von A.W. Stschekin-Krotowa. Dresde, Kunst, 1974,
- (ru) Martiros Sarian «Мартирос Сарьян» Издательство АСТ.(2000) — 328 с. 2000 экз..
- Dmitri Sarabianov et Natalia Borisovna, Vassili Kandinsky, Moscou, Галарт/ Galart,‎ 1994, 238 p. (ISBN 5-269-00880-7)
- (ru) Dmitri Sarabaianov, «Бубновый валет» в русском авангарде [« Le Valet de carreau dans l'avant-garde »], St Petersbourg, Musée russe, Palace Editions, coll. « Государственный Русский музей. Альманах, № 92 »,‎ 2004, 352 p. (ISBN 5-93332-143-5)
- « La peinture de Robert Falk (Живопись Роберта Фалька) » (2006).